# Clarence Engineering Company
Clarence Engineering Company war ein Autohaus und Montagewerk für Kraftfahrzeuge  in Nordirland. Es war das einzige nordirische Fahrzeugmontagewerk, während es in der Republik Irland mehr als 50 gab.

## Unternehmensgeschichte
Jasper B. Johnstone gründete 1917 das Unternehmen in Belfast. Zunächst war es als Autohaus tätig. Von 1917 bis 1975 wurden Fahrzeuge von der Standard Motor Company vertrieben. 1926 verkaufte es Fahrzeuge von Chevrolet. Nach dem Zweiten Weltkrieg war es der einzige Händler Nordirlands für Standard mit ihrer Marke Triumph. 1960 begann die Montage von Automobilen. Die Teile kamen von Triumph. Der Rennfahrer Jack Brabham wurde werbewirksam eingesetzt. In den 1960er Jahren endete die Produktion.
Nach 1975 verliert sich die Spur des Unternehmens. Es ist nicht bekannt, wann es aufgelöst wurde.

## Fahrzeuge
Das einzige montierte Modell war der Triumph Herald.
Die Vorserie umfasste 36 Fahrzeuge. Danach waren bis zu vier Fahrzeuge täglich geplant. Wie viele tatsächlich entstanden, ist nicht bekannt.